# HD 219668
HD 219668，又名BD+44 4368，SAO 52865、HR 8857，是一颗位於仙女座的恒星，视星等为6.43，位于銀經106.01，銀緯-14.59，其B1900.0坐标为赤經23h 12m 34.3s，赤緯+44° -14.59′ 11″。